# Infiorata a Genzano
Infiorata a Genzano (in danese: Blomsterfesten i Genzano) è un balletto in un atto creato dal coreografo e maestro di balletto danese August Bournonville (1805-1879), ispirato dalla manifestazione dell'Infiorata di Genzano. Bournonville creò il balletto per il Balletto Reale Danese nel 1858, in linea con il gusto del tempo per tutto ciò che veniva dal sud dell'Europa e in particolare dall'Italia. Il libretto si basa su una storia narrata nel libro Impressions de voyage da Alexandre Dumas padre e racconta la storia di due amanti, Rosa e Paolo. La musica è di Edvard Helsted e Holger Simon Paulli.
È considerato uno dei balletti meglio riusciti di Bournonville, un affascinante duetto d'amore tra due giovani nel quale i passi esprimono la loro gioia e la loro giocosità dispettosa.

## Storia
Il balletto debuttò il 19 dicembre 1858 a Copenaghen e il Balletto Reale Danese lo danzò fino al 1929, quando venne uscì dal repertorio. Ad ogni modo, il pas de deux venne estrapolato da una delle danze d'insieme e fu studiato fino a quando Harald Lander, direttore del Balletto, lo riportò sulla scena nel 1949. 
Viene ancora oggi spesso rappresentato nei gala di danza come esempio dello stile di Bournonville.